# 阿布古来恩

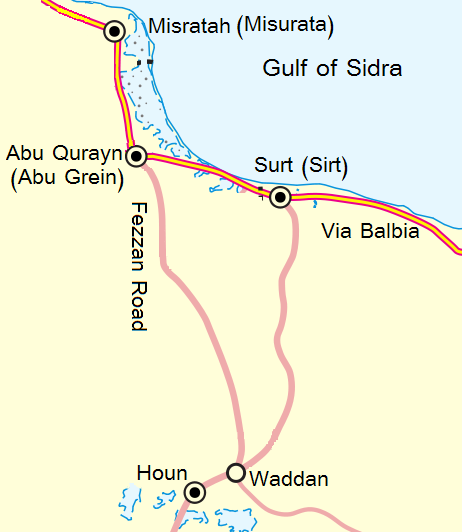
交通路线

阿布古来恩（阿拉伯语：‎）是位于利比亚北部苏尔特省境内的一个乡村。它位于苏尔特以西138公里，米苏拉塔以南118公里处，是利比亚重要的陆路交通枢纽。